# Massenmord
Massenmord bezeichnet in den Kriminalwissenschaften den Mord an einer Vielzahl von Personen in kurzer Zeit an einem oder wenigen zusammenhängenden Orten. Er wird abgegrenzt vom Serienmord, der durch viele Taten über einen längeren Zeitraum gekennzeichnet ist. Massenmorde sind sehr selten, weit unter einem Prozent aller Morde sind Massenmorde. Die deutsche Polizeiliche Kriminalstatistik weist sie wegen ihres geringen Vorkommens nicht gesondert als Tatkategorie aus.
Außerhalb der Kriminologie wird der Begriff in der Politikwissenschaft und auch umgangssprachlich für Ereignisse verwendet, bei denen eine sehr große Zahl von Menschen vorsätzlich getötet wurde, insbesondere bei politisch motivierten Massentötungen durch Staatsgewalt oder Terroranschläge.

## Definition und Formen
Die Grenze der Opferzahl, durch die eine Tat zum Massenmord wird, wird in der Literatur mit vier, seltener auch mit drei angegeben.
Massenmord kommt in verschiedenen Formen vor. Die kriminologische Literatur versucht eine Klassifikation nach Motiven und Auslösern. Dabei gibt es verschiedene Ansätze. Häufig werden vier Grundtypen unterschieden:
- Der aufgebrachte Arbeitnehmer (disgruntled employee) tötet an einem Ort, der für ihn mit Missachtung und Ärger verbunden ist. Die Opfer sind häufig Vorgesetzte und Kollegen.
- „Familientragödien“ entstehen, wenn ein nahezu immer männliches[4] Familienmitglied, das sich für die anderen Mitglieder der Familie verantwortlich fühlt, die Kontrolle über sein Leben verliert und glaubt, dass dadurch für die gesamte Familie kein Ausweg mehr existiere. Diese Täter töten aus „einem verschobenen Verständnis von Liebe und Verantwortung – dem Wunsch ihre Lieben vor Elend und Not zu bewahren“.[5] Auslöser können der Zerfall der Familie sein oder finanzielle Sorgen.[4] Diese Fallgruppe ist oft mit einem erweiterten Suizid verbunden. Ein vergleichbarer Auslöser liegt auch vor, wenn der Täter sich von einem gewünschten Partner zurückgewiesen fühlt und diesen sowie andere Personen in seinem Umfeld tötet.
- Massenmord im Zusammenhang mit einer anderen Straftat kommt vor, wenn eine Geiselnahme, ein Raubüberfall oder eine andere Tat eskaliert.
- Terrorismus ist der Einsatz von Gewalt (hier Mord) zu politischen Zwecken.

Als weitere Klassifikationen wurden Anhänger von Sekten oder anderen Gruppen vorgeschlagen, die den Massenmord aufgrund einer Anweisung ihres spirituellen Führers begehen.
Nach der Art der Tatbegehung wurde zwischen dem Typ des Vernichters (Annihilator) unterschieden, der seine Familie oder im Arbeitsumfeld Opfer aus einem besonderen Näheverhältnis tötet und im Fall des Family Annihilators dem oben genannten Fall der Familientragödie entspricht, dem Pseudo-Commando, der schwer bewaffnet loszieht und oft aus der Bewegung heraus und wahllos tötet sowie dem planvollen Vorgehen eines Bombenlegers oder Brandstifters, der seine Tat so begeht, dass er hofft unerkannt den Tatort verlassen zu können. Jede dieser Arten der Tatbegehung kann die Form eines Amoklaufs annehmen.
Massenmorde kommen am häufigsten im Familienumfeld vor.
Hohe Opferzahlen wurden durch die Terroranschläge vom 11. September 2001 und den Anschlag von Bali 2002 erreicht, die dem Feld des Terrorismus zuzuordnen sind. Weitere hohe Opferzahlen entstehen bei Taten, die durch Brandstiftung begangen werden.

## Verwendung außerhalb der Kriminologie
Außerhalb der Kriminologie wurden politisch motivierte Massentötungen regelmäßig als Massenmord bezeichnet, etwa der Große Terror unter Stalin, die Massaker an etwa einer halben Million Kommunisten in Indonesien von 1965 bis 1966, die Massaker der Roten Khmer unter Pol Pot  von 1975 bis 1979 in Kambodscha oder die politischen Morde unter Mao während der Kulturrevolution in der VR China von 1966 bis 1976.
Auch einzelne Mordaktionen während eines Völkermordes wurden häufig als Massenmord bezeichnet. Bezüglich Holocaust und Porajmos in seiner Gesamtheit und Dimension wurde der Begriff Massenvernichtung geprägt, analog benannten Historiker die industrialisierten NS-Tötungsstätten Vernichtungslager.